# Comitatul Londonderry
Londonderry / Derry (irlandeză Contae Dhoire) este unul dintre cele șase comitate ale Irlandei ce formează Irlanda de Nord.